# 英朝関係
英朝関係（えいちょうかんけい、朝鮮語: 영국-조선민주주의인민공화국 관계、英語: North Korea-United Kingdom Relations）は、イギリスと朝鮮民主主義人民共和国（北朝鮮）の二国間関係を指す。北朝鮮はロンドンに大使館を、英国は平壌に大使館を置いており、2000年に両国の外交関係が樹立された後、それぞれ2003年と2001年に開設された。

## 歴史
朝鮮戦争中、両国は、英国が国連（UN）に仕える英連邦朝鮮派遣軍を監督することで対立していた。冷戦後期、英国は米国の強力な同盟国であり、北朝鮮はソビエト連邦の同盟国だった。
1966年、北朝鮮代表サッカーチームは同年にイギリスで開催されたワールドカップに出場した。北朝鮮のチームは、大会中にグループゲームを行ったミドルスブラの養子チームになった。北朝鮮のチームはミドルスブラのエアーサムパークでイタリアを1対0で破り、その上でフィニッシュし、次のラウンドへの出場権を獲得し、目覚ましい勝利を収めた。ミドルスブラのファンは、トーナメントの次のラウンドで北朝鮮のチームをサポートし続け、多くの人がチームがポルトガルと対戦するのを見るためにリバプールに旅行した。2002年、北朝鮮チームのメンバーは、1966年にチームの訪問についての映画「ジェラルド・バターズ」を公開した後、公式訪問のためにミドルスブラに戻った。
南北関係の初期の進展に続いて、北朝鮮と英国は2000年12月12日に外交関係を樹立し、ロンドンと平壌に駐在大使館を開設した。英国は北朝鮮当局者に英語と人権の訓練を提供し、北朝鮮政府に国連人権特別報告者の訪問を許可するよう要請し、北朝鮮の二国間人権プロジェクトを監督している。
英国映画の編集版であるBendIt Like Beckhamは、2010年12月26日のボクシングデーに、北朝鮮の国営テレビで放送された。マーティン・ウーデン駐朝英国大使は、北朝鮮で「テレビで放映された初めての西洋映画」であると述べた。
イギリスは北朝鮮の核開発計画に批判的だった。
2013年4月5日、北朝鮮政府は英国大使館と他のすべてのミッションに、2013年4月10日以降はミッションの安全性を保証できないと助言した。これは国連決議2094と 北朝鮮と韓国および米国との関係。
2016年8月、北朝鮮の駐英公使である太永浩は、英国のSIS当局者の支援を受けて韓国に亡命した。